# Daniellia pynaertii
Daniellia pynaertii là một loài thực vật có hoa trong họ Đậu. Loài này được De Wild. mô tả khoa học đầu tiên.